# Hip, hip, hurra!
Hip, hip, hurra! Kunstnerfest på Skagen (Hiep hiep hoera! Kunstenaarsfeest op Skagen) is een schilderij van de dan nog Noorse kunstschilder Peder Severin Krøyer, geschilderd in impressionistische stijl in 1887 en 1888, olieverf op doek, 134,5 × 165,5 centimeter groot. Het toont onder meer een aantal leden van de kunstenaarskolonie in Skagen die een toost uitbrengen. Het schilderij bevindt zich in de collectie van het Göteborgs konstmuseum.

## Skagenschilders
Eind jaren 1870 ontstond in de Deense plaats Skagen een kunstenaarskolonie, die gaandeweg zou uitgroeien tot het belangrijkste centrum van de Scandinavische schilderkunst aan het einde van de negentiende eeuw. Voortrekker was Michael Ancher, later samen met zijn vrouw Anna. In eerste instantie schilderden de meeste leden in een realistische stijl, maar nadat Peder Severin Krøyer in 1882 vanuit Parijs in Skagen arriveerde, schakelden de meeste leden over op het door hem geïntroduceerde impressionisme. De Skagenschilders werden geroemd door hun weergave van de complexe effecten van het licht, dat in Skagen met name in de zomerperiode zeer intens kon zijn.

## Afbeelding

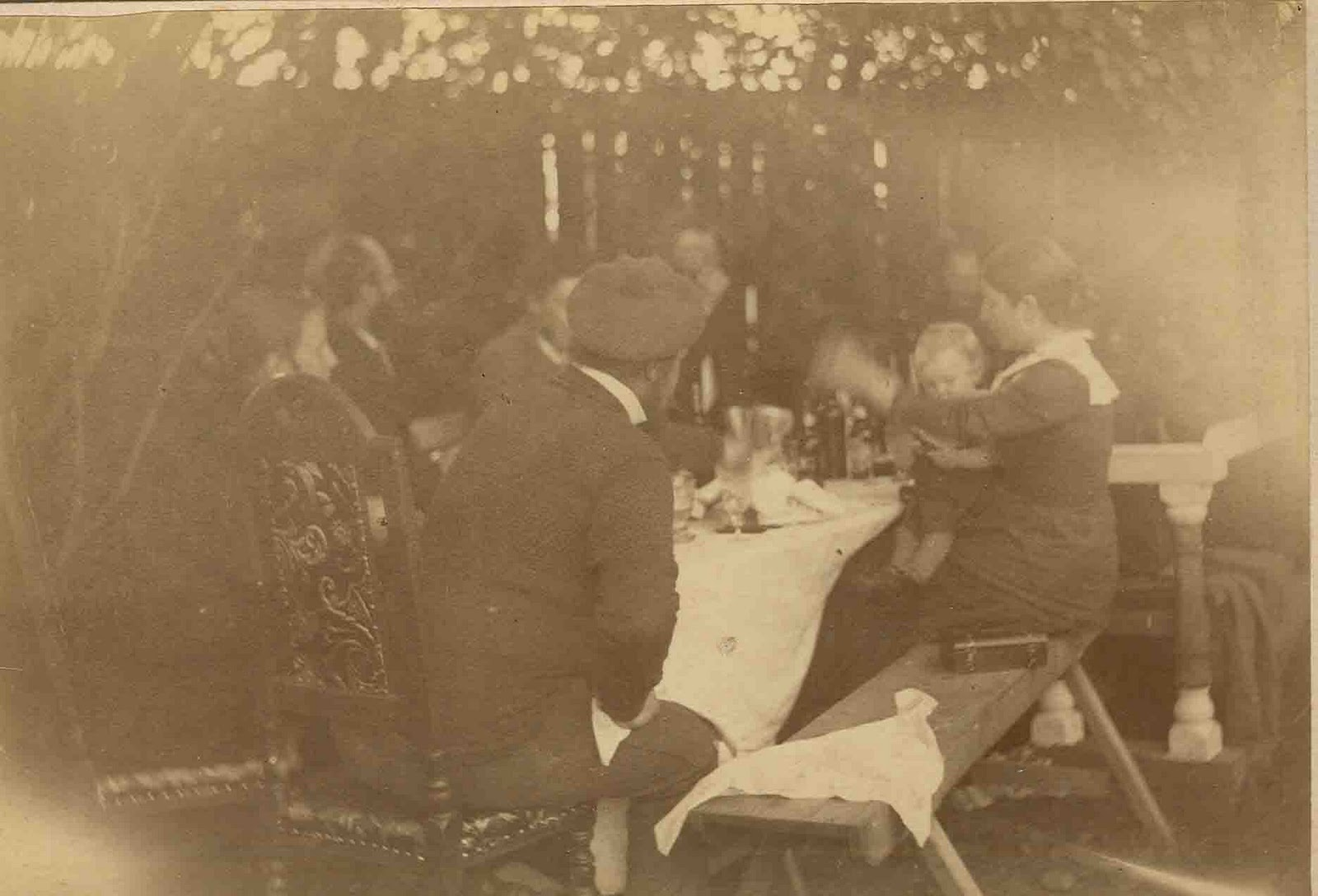
Foto door Fritz Stoltenberg uit 1884, die als basis diende voor het schilderij.

De afbeelding oogt als een spontane weergave van een vrolijk moment, maar de compositie werd door Krøyer zorgvuldig voorbereid en hij had vier volle jaren nodig om het af te krijgen. Aan de basis stond een foto die de Duitse schilder Fritz Stoltenberg in de late zomer van 1884 schoot na een maaltijd in de tuin van Anna en Michael Ancher aan Markvej 2 in Skagen en waarop getoost werd. Krøyer gebruikte het als inspiratiebron, waarbij hij de personen op de foto veranderde in die van de leidende kunstenaars van de Skagense kunstenaarskolonie. Het kostte Krøyer behoorlijk veel tijd om iedereen op het schilderij over te halen om voor hem te poseren, de reden waarom het zolang duurde voordat het schilderij klaar was. Voor de weergave van hemzelf gebruikte Krøyer een portret dat Oscar Björck van hem geschilderd had.
Hij begon te schilderen aan Hip, hip, hurra! Kunstnerfest på Skagen in de late zomer van 1887 in impressionistische stijl. Nog voordat het af was, werd het een jaar later voor zesduizend Deense kronen verkocht aan de Zweedse koopman en kunstverzamelaar Pontus Fürstenberg. Naderhand werden de donkere rokken van Anna Ancher en haar dochter van vijf jaar lichter gemaakt. Het allerlaatste wat hij toevoegde waren de witte accenten die de impressie versterken van een brandende zon. De compositie haalt herinneringen op aan de zeventiende-eeuwse Noord-Nederlandse groepsportretten, alsook aan de werken die Henri Fantin-Latour van andere Franse kunstenaars maakte.
Qua compositie kan een duidelijke parallel worden getrokken met Le déjeuner des canotiers (De lunch van de roeiers) van Pierre-Auguste Renoir. Ook thematisch (een vrolijk gezelschap rond een tafel) is een duidelijke verwantschap waarneembaar.
Het schilderij toont een aantal mannen die achter een tafel een toost uitbrengen, terwijl hun vrouwen hen bijna toegeeflijk bekijken. Plaats van handeling is de tuin van Michael Ancher. Van links naar rechts zijn te herkennen: Martha Møller Johansen, haar man kunstschilder Viggo Johansen, de Noorse schilder Christian Krohg, Krøyer, Degn Brøndum (Anna Ancher's broer), Michael Ancher, de Zweedse schilder Oscar Björck, de Deense schilder Thorvald Niss, onderwijzeres Helene Christensen (die een soort van affaire had met Krøyer), Anna Ancher en haar dochter Helga, die met haar wit-roze jurkje tegen haar moeder aanleunt. De lege flessen en de halfvolle glazen op de tafel laten zien dat het feest al een tijdje gaande is. Het tafereel baadt in het typerende milde zonlicht. Opvallend is het weelderige groen, dat overigens niet echt kenmerkend kan worden genoemd voor het werk van de Skagense schilders en het zanderige kustlandschap van het schiereiland aldaar.

## Kameraadschap

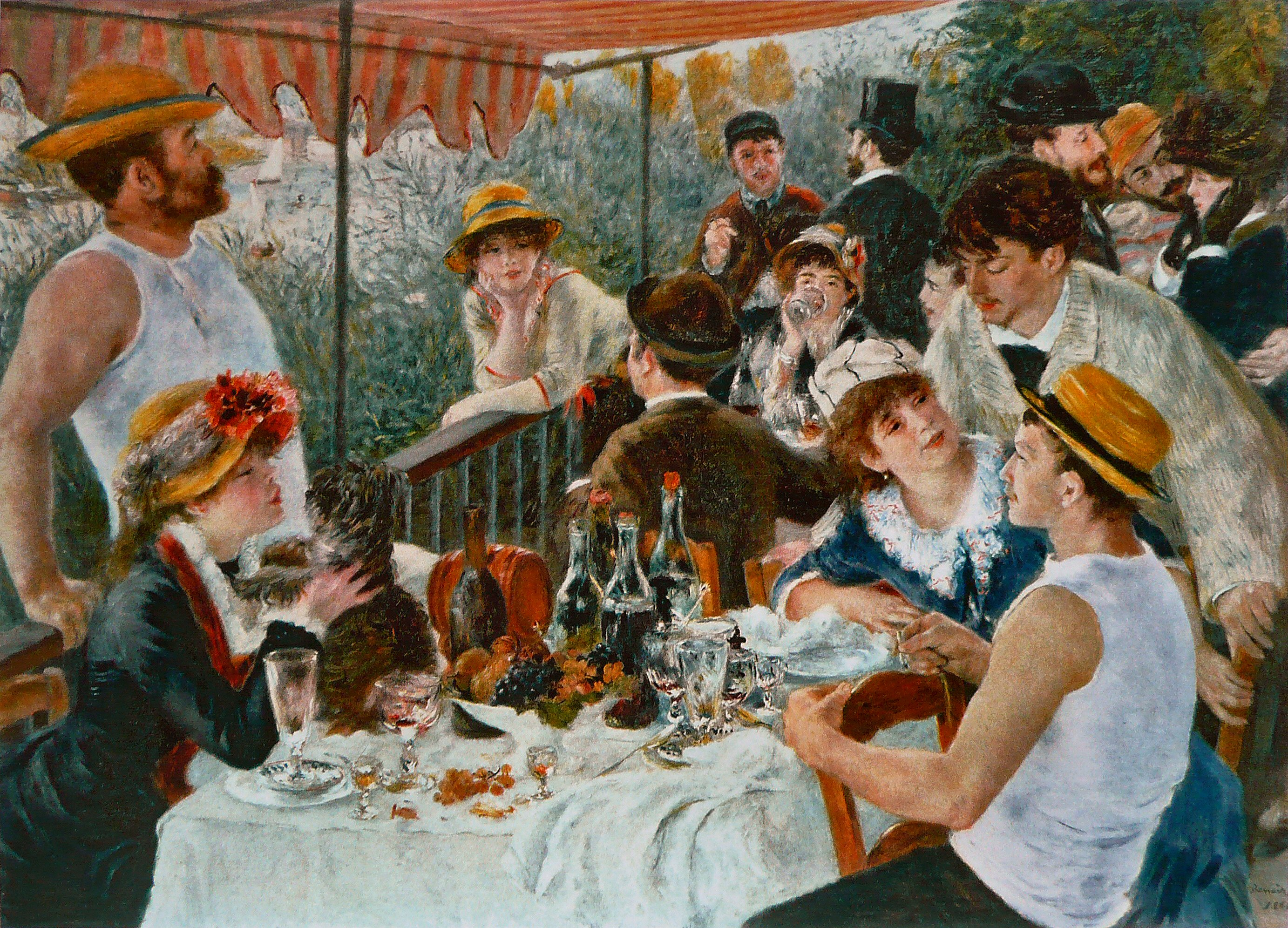
Renoirs Lunch van de roeiers, 1880-1881, met een verwant thema en een vergelijkbare compositie

Hip, hip, hurra! Kunstnerfest på Skagen is in Scandinavië uitgegroeid tot het symbool van de kameraadschap en de gemeenschapszin van de kunstenaarsgroep in Skagen. Binnen de kolonie ontstonden meerdere relaties. De kolonie leek een ideale gemeenschap, die naar buiten toe een opgewekte, uitgelaten stemming uitstraalde. De werkelijkheid bleek echter anders en veel kunstenaars werden geplaagd door angsten, depressies en grote twijfels over hun kunnen. Vriendschappen gingen uiteindelijk aan geruzie ten onder. Ogenschijnlijk ideale huwelijken, zoals ook dat van Krøyer en Marie Triepcke die in 1889 trouwden, liepen uiteindelijk stuk. Toen Marie in 1905 een kind verwachtte van componist Hugo Alfvén leidde dat tot een echtscheiding. Krøyer overleed vier jaar later aan een psychische ziekte.
De verwikkelingen binnen de kunstenaarskolonie te Skagen werden in 1987 verfilmd door de Zweedse regisseur Kjell Grede, onder de titel Hip, Hip, Hurra!, naar Krøyers schilderij.